# Čermany
Čermany (deutsch Tscherman, ungarisch Csermend) ist eine Gemeinde im Westen der Slowakei mit 366 Einwohnern (Stand 31. Dezember 2024) und gehört zum Okres Topoľčany, einem Kreis des Nitriansky kraj.

## Geographie
Die Gemeinde befindet sich im Mittelteil des Hügellands Nitrianska pahorkatina (Teil des Donauhügellands) am Mittellauf des Baches Perkovský potok im Einzugsgebiet der Nitra. Das Ortszentrum liegt auf einer Höhe von 190 m n.m. und ist 19 Kilometer von Topoľčany sowie 22 Kilometer von Nitra entfernt.
Nachbargemeinden sind Horné Obdokovce im Norden, Kamanová und Preseľany im Osten, Hruboňovo im Süden, Biskupová im Südwesten und Malé Ripňany im Westen.

## Geschichte
Čermany wurde zum ersten Mal 1257 als Chermen schriftlich erwähnt, andere überlieferte Namen sind Chermel (1264), Chermen (1285), Churmen (1330), Cschermend (1786), Čermani (1786) und Cžermany (1808). Das Dorf gehörte zum Besitz der Familie Vicsapi, später anderen Besitzern. 1787 zählte man 41 Häuser und 314 Einwohner, 1828 45 Häuser und 315 Einwohner, die in Forst- und Landwirtschaft sowie als Holzschuhmacher beschäftigt waren. 1860 erwarben deutsche Siedler aus dem Königreich Hannover und Großherzogtum Oldenburg von der Familie Splényi das Gut und ließen sich im Ort nieder.
Bis 1918 gehörte der im Komitat Neutra liegende Ort zum Königreich Ungarn und kam danach zur Tschechoslowakei beziehungsweise heute Slowakei. Nach dem Ende des Zweiten Weltkriegs wurden deutsche Einwohner per Beneš-Dekrete von der Tschechoslowakei ausgewiesen. An diese erinnern seit 2005 ein Gedenkkreuz und eine Gedenktafel am Friedhof.

## Bevölkerung
| Jahr                | 1994 | 2004    | 2014    | 2024 |
| ------------------- | ---- | ------- | ------- | ---- |
| Anzahl der Personen | 397  | 385     | 366     | 366  |
| Unterschied         |      | −3,02 % | −4,93 % | +0 % |

| Jahr                | 2023 | 2024    |
| ------------------- | ---- | ------- |
| Anzahl der Personen | 363  | 366     |
| Unterschied         |      | +0,82 % |

Nach der Volkszählung 2011 wohnten in Čermany 383 Einwohner, davon 359 Slowaken, 22 Russinen, fünf Deutsche und ein Tscheche. 18 Einwohner machten keine Angabe. 347 Einwohner bekannten sich zur römisch-katholischen Kirche und zwei Einwohner zur evangelischen Kirche A. B.; ein Einwohner war anderer Konfession. Sieben Einwohner waren konfessionslos und bei 26 Einwohnern ist die Konfession nicht ermittelt.
Ergebnisse nach der Volkszählung 2001 (394 Einwohner):
| Nach Ethnie: - 96,95 % Slowaken - 2,79 % Deutsche - 0,25 % Polen | Nach Konfession: - 96,95 % römisch-katholisch - 1,52 % griechisch-katholisch - 0,51 % evangelisch - 0,51 % keine Angabe - 0,51 % konfessionslos |

## Sehenswürdigkeiten
- römisch-katholische Mariä-Geburt-Kirche im klassizistischen Stil aus dem Jahr 1796
- Kapelle am Friedhof